# 78-й моторизованный полк специального назначения «Север-Ахмат»
78-й моторизованный полк специального назначения «Север-Ахмат» имени Героя Российской Федерации А. А. Кадырова — сформирован в начале сентября 2022 года по приказу Рамзана Кадырова. Участвует во вторжении России на Украину. Включён в состав 42-й гв. мотострелковой дивизии.

## История
На фоне продолжающейся войны между Россией и Украиной в середине 2022 года глава Чеченской Республики Рамзан Кадыров сообщил, что в Чечне формируется три подразделения имени своего отца, первого президента Чеченской Республики в составе России Ахмата Кадырова. По его словам, это один полк специального назначения «Север-Ахмат» и три батальона «Юг-Ахмат», «Запад-Ахмат» и «Восток-Ахмат».
Вскоре Р. А. Кадыров сообщил о завершении формирования этих войсковых частей и их готовности приступить к выполнению боевых задач, поставленных президентом страны Владимиром Путиным. Данные подразделения пополнили состав войск министерства обороны Российской Федерации. 78-й моторизованный полк специального назначения «Север-Ахмат» укомплектован исключительно из уроженцев Чеченской Республики, являющихся участниками военных конфликтов в Сирии и на Украине, включен в состав 42-й гвардейской мотострелковой дивизии сухопутных войск. Командиром полка назначен Зайнди Зингиев, который имеет опыт боевых действий.
В сентябре 2022 года аналитики Вашингтонского института изучения войны сообщали о том, что недавно сформированные подразделения «Ахмат» уже принимают участие в боевых действиях на Украине.

## Боевой путь
Полк специального назначения «Север-Ахмат» участвует во вторжении России на Украину.
- Зайнди Зингиев — командир полка[7].
- Хасан Мудиев — заместитель командира полка[8].